# استیون مالوری
استیون مالوری (به انگلیسی: Stephen Mallory) سناتور سابق عضو حزب دموکرات ایالات متحده آمریکا بود. وی در سال ۱۸۵۱ تا ۱۸۶۱ میلادی سناتور ایالت فلوریدا در سنای ایالات متحده آمریکا بود.